# Émile Mauger
Émile Valentin Anthème Mauger, né le 2 février 1842 à Paris et mort le 15 janvier 1914 dans la même ville, est un entrepreneur et homme politique français. Il est député du Calvados, département dans lequel il exploite la ligne de Caen à la mer.

## Biographie
Émile Mauger est né le 2 février 1842 dans le 2e arrondissement de Paris. Son père Anthyme Mauger, né à Douvres (Calvados) en 1811, est entrepreneur en Normandie.
Ses études le mênent à  École centrale des arts et manufactures de Paris dont il sort diplômé en 1866. Devenu ingénieur il commence sa carrière professionnelle par un emploi chez un entrepreneur de travaux publics.
En 1869, son père et son beau-père Antoine Castor (constructeurs de Deauville) obtiennent la concession pour un chemin de fer de Caen à la mer. La réalisation de ce projet prend du retard notamment du fait de la Guerre franco-allemande de 1870. Son beau-père lui cède ses droits en 1872 et après le décès de son père en 1874 il prend en charge le chantier en cours et ouvre la première section de Caen à Luc le 30 juin 1875.
Il se lance ensuite en politique en se présentant aux élections législatives de 1877 dans la deuxième circonscription du Calvados. Il échoue une première fois puis se représente lors de l'élection partielle de 1878. C'est à sa troisième tentative qu'il est élu en 1881. Lors des élections de 1885, il est présent sur la liste républicaine ; celle-ci n'est pas élue. Il quitte alors le monde de la politique pour se consacrer aux travaux publics.
Il est propriétaire du château de Thaon, dans la plaine de Caen, d'environ 1875 à 1914.
Il meurt à Paris le 15 janvier 1914.